# TD Overdrive: The Brotherhood of Speed
TD Overdrive: The Brotherhood of Speed, в Северной Америке известная как просто Test Drive (с англ. — «Тест-драйв») — видеоигра серии Test Drive в жанре аркадных автогонок, разработанная студией Pitbull Syndicate и изданная компаниями Infogrames и Atari для игровых приставок PlayStation 2 и Xbox, и для персональных компьютеров под управлением Windows в 2002 году.
Как и предыдущие части серии, TD Overdrive: The Brotherhood of Speed сосредотачивается на уличных гонках по городским улицам. Игроку доступны трассы в таких городах, как Сан-Франциско, Токио, Лондон и Монте-Карло. По сюжету Деннис Блэк, которым управляет игрок, участвует в нелегальных гоночных соревнованиях с целью восстановить положительную репутацию среди уличных гонщиков. В игре доступны несколько режимов и типов гонок, для участия в которых предоставлены различные автомобили от известных мировых производителей.
В ходе разработки создатели опирались на концепцию предыдущих частей серии, но добавили сюжетную линию и улучшили дизайн. После выхода TD Overdrive: The Brotherhood of Speed получила смешанные отзывы от игровой прессы. Журналисты подвергли критике простую физическую модель и малое количество нововведений, по сравнению с предшественниками, но к плюсам отнесли качественную графику и звуковое сопровождение.

## Игровой процесс

Гонка на Toyota Supra в Сан-Франциско. TD Overdrive: The Brotherhood of Speed не претерпела существенных изменений, по сравнению с предыдущими частями серии, но в игре появилась чётко прослеживаемая сюжетная линия

TD Overdrive: The Brotherhood of Speed представляет собой аркадную гоночную игру, выполненную в трёхмерной графике. По сюжету игры гонщик Деннис Блэк, которым управляет игрок, обладает хорошими навыками вождения, но ныне у него нет ни денег, ни машины, а репутация среди уличных гонщиков ухудшилась. Ему решает помочь Дональд Кларк, который даёт герою для первых гонок свой автомобиль, рассказав о соревнованиях по улицам таких городов, как Сан-Франциско, Токио, Лондон и Монте-Карло. Деннис Блэк сталкивается с серьёзными соперниками, которых ему предстоит победить.
Заезды в игре проходят с участием непосредственно игрока, а также, в большинстве случаев, компьютерных оппонентов. На одних трассах установлено дневное время суток, на других же — ночное. По городским дорогам разъезжают машины, а также полиция, которая начинает погоню за игроком или его соперниками, если нарушать правила дорожного движения. Если полицейская машина окажется возле автомобиля игрока, и при этом игрок будет медленно ехать или же неподвижно стоять, то полиция задержит игрока на три секунды, после чего можно дальше продолжить движение. В большинстве заездов в верхней части экрана расположено время, которое показывает, сколько игроку осталось секунд, чтобы проехать мимо следующей контрольной точки; при проезде мимо контрольной точки, игроку даётся дополнительное время, чтобы доехать до следующей. Дополнительные пять секунд времени также можно получить, если выполнять прыжки на автомобиле с трамплинов, которые иногда могут быть установлены на трассе. Если истечёт время или же если выехать на несколько секунд за пределы дороги, на которой непосредственно проводится соревнование, то игрок будет дисквалифицирован. Вне зависимости от исходного результата, можно просмотреть повтор заезда.
В игре присутствует несколько режимов. В быстрой гонке игрок выбирает автомобиль, трассу и проходит гонку. В одиночной гонке игрок выбирает один из типов гонок, автомобиль, трассу и проходит выбранную им гонку. В карьере игрок продвигается по сюжету, участвуя в поочерёдно проходящих гонках; перед соревнованием есть возможность практики на предстоящей трассе. Многопользовательская игра представлена режимом для двух игроков с технологией разделённого экрана, и в нём представлены несколько типов гонок из одиночной игры. Присутствуют такие типы гонок, как спринт (гонка из одной точки города в другую), кольцевой заезд (гонки с несколькими кругами по условно замкнутой трассе), дрэг (заезд в специально отведённом месте на короткую прямую дистанцию, где игроку доступна только механическая КПП), навигационный заезд (игрок в одиночку проезжает маршрут, в котором перед перекрёстками высвечиваются стрелки, указывающие, в какую сторону повернуть) и погоня (игрок управляет полицейской машиной, задерживая гонщиков). Также присутствует «Понг» в качестве мини-игры, в которую можно играть во время загрузочных экранов против компьютера или другого игрока. Автомобили в игре представлены лицензированными моделями от известных мировых производителей, таких как Toyota, Nissan, Chevrolet, Dodge, Aston Martin и других. У каждой машины можно просмотреть различные технические характеристики, например максимальную скорость и объём двигателя. Автомобили не повреждаются при столкновениях, а их цвет можно изменять при выборе машины в меню перед заездом.

## Разработка и выход игры
Разработкой TD Overdrive: The Brotherhood of Speed, как и в случае с предыдущими частями серии Test Drive, занималась студия Pitbull Syndicate, а издателями выступили компании Infogrames и Atari. Проект сохранил многие черты свои предшественников: уличные гонки по городским дорогам с полицейскими погонями. Тем не менее, эта часть стала второй в серии (после Test Drive Off-Road Wide Open), выпущенной для шестого поколения игровых систем, и в ней появилась чётко прослеживаемая сюжетная линия со своими персонажами. В качестве игровых локаций было использовано всего четыре существующих города — Сан-Франциско, Токио, Лондон и Монте-Карло, что значительно меньше, чем в предшественниках, однако в этой части города стали более открытыми, проработанными и схожими со своими реальными аналогами. Кроме того, в каждом городе присутствует несколько трасс, а не по одной, как в предыдущих играх серии.
Лицензированный саундтрек игры содержит 17 песен в жанрах рок, хип-хоп и техно от 10 исполнителей и групп, таких как DMX («We Right Here»), JA Rule («Furious» и «Livin’ It Up»), Junkie XL («Dance USA», «Synasthesia» и «Future in Computer Hell (Part 2)»), Bubba Sparxxx («Ugly»), Saliva («Lackluster» и «Click Click Boom») и других. Помимо этого, в версиях для Xbox и Windows имеется поддержка пользовательской музыки.
Выпуск игры состоялся 28 мая 2002 года в Северной Америке, где она имеет название Test Drive, и 5 июля в Европе на приставках PlayStation 2 и Xbox. 10 декабря того же года игра была портирована на персональные компьютеры под управлением Windows, будучи изданной в Северной Америке.

## Оценки и мнения
| Сводный рейтинг       | Сводный рейтинг | Сводный рейтинг | Сводный рейтинг |
| Издание               | Оценка          | Оценка          | Оценка          |
| Издание               | PC              | PS2             | Xbox            |
| --------------------- | --------------- | --------------- | --------------- |
| GameRankings          | 59,25 %         | 70,64 %         | 65,72 %         |
| Game Ratio            | 64 %            | 72 %            | 67 %            |
| Metacritic            | 61/100          | 73/100          | 71/100          |
| MobyRank              |                 | 72/100          | 67/100          |
| Иноязычные издания    |                 |                 |                 |
| Издание               | Оценка          | Оценка          | Оценка          |
| Издание               | PC              | PS2             | Xbox            |
| AllGame               | [ 13 ]          | [ 14 ]          | [ 15 ]          |
| EGM                   |                 | 6,5/10          | 8/10            |
| G4                    | 3/5             |                 |                 |
| Game Informer         |                 | 8,5/10          | 8,8/10          |
| GamePro               |                 | [ 21 ]          | [ 22 ]          |
| GameRevolution        |                 | C               | C               |
| GameSpot              | 6,7/10          | 6,9/10          | 6,9/10          |
| GameSpy               |                 | 83/100          | 72/100          |
| GameZone              |                 | 7/10            | 8,3/10          |
| IGN                   |                 | 7,7/10          | 7,3/10          |
| OPM                   |                 | 3,5/5           |                 |
| OXM                   |                 |                 | 7,2/10          |
| PC Gamer (US)         | 55/100          |                 |                 |
| Play (UK)             |                 | 4/5             | 3/5             |
| TeamXbox              |                 |                 | 3,4/5           |
| XboxAddict            |                 |                 | 3/5             |
| Русскоязычные издания |                 |                 |                 |
| Издание               | Оценка          | Оценка          | Оценка          |
| Издание               | PC              | PS2             | Xbox            |
| Absolute Games        | 65 %            |                 |                 |

Игра получила смешанные отзывы от критиков. На сайте Metacritic версия для PlayStation 2 получила среднюю оценку в 73/100, для Xbox — 71/100, а для PC — 61/100. На GameRankings опубликована схожая статистика: 70,64 % для PlayStation 2, 65,72 % для Xbox и 59,25 % — для ПК. От сайта Absolute Games игра получила 65 %.